# فاطمة أكبري
فاطمة أكبري ‏ (القرن 20 في أفغانستان - ) رائدة أعمال من أفغانستان.